# Ютіка (округ Віннебаго, Вісконсин)
Ютіка (англ. Utica) — місто (англ. town) в США, в окрузі Віннебаґо штату Вісконсин. Населення — 1364 особи (2020).

## Демографія
Згідно з переписом 2010 року, у місті мешкало 1299 осіб у 514 домогосподарствах у складі 377 родин. Було 542 помешкання
Расовий склад населення:
| - 97,5 % — білих - 0,8 % — азіатів - 0,4 % — корінних американців - 1,0 % — осіб інших рас |

До двох чи більше рас належало 0,3 %. Частка іспаномовних становила 1,5 % від усіх жителів.
За віковим діапазоном населення розподілялося таким чином: 21,2 % — особи молодші 18 років, 63,5 % — особи у віці 18—64 років, 15,3 % — особи у віці 65 років та старші. Медіана віку мешканця становила 45,7 року. На 100 осіб жіночої статі у місті припадало 112,3 чоловіків;  на 100 жінок у віці від 18 років та старших — 104,8 чоловіків також старших 18 років.
Середній дохід на одне домашнє господарство  становив 106 004 долари США (медіана — 82 895), а середній дохід на одну сім'ю — 116 870 доларів (медіана — 93 750). Медіана доходів становила 62 115 доларів для чоловіків та 43 125 доларів для жінок. За межею бідності перебувало 3,2 % осіб, у тому числі 4,9 % дітей у віці до 18 років та 1,2 % осіб у віці 65 років та старших.
Цивільне працевлаштоване населення становило 704 особи. Основні галузі зайнятості: виробництво — 22,4 %, освіта, охорона здоров'я та соціальна допомога — 16,3 %, мистецтво, розваги та відпочинок — 8,1 %, роздрібна торгівля — 6,8 %.